# Japanski vojni činovi u Drugom svjetskom ratu
Dolje navedeni japanski vojni činovi vrijedili su prije i u vrijeme Drugog svjetskog rata u Japanskome Carstvu. Oznake čina nošene su na ramenima između 1911. i 1938., a od 1938. do 1945. na ovratniku.

## Časnički činovi
| Kategorija              | Čin                                                         | Čin na ovratniku                                        | Čin na ramenima  |
| 天皇陛下 Japanski car   |                                                             |                                                         |                  |
| 将官 (Generali)         | 元帥陸軍大将 (Gensui Rikugun Taishō) Maršal                 | Uz čin generala, maršal je nosio i ovaj znak na prsima: |                  |
| 将官 (Generali)         | 陸軍大将 (Rikugun Taishō) General armije                    |                                                         |                  |
| 将官 (Generali)         | 陸軍中将 (Rikugun Chūjō) General pukovnik(General poručnik) |                                                         |                  |
| 将官 (Generali)         | 陸軍少将 (Rikugun Shōshō) General bojnik                    |                                                         |                  |
| 士官 (Časnici)          | 陸軍大佐 (Rikugun Taisa) Pukovnik                           |                                                         |                  |
| 士官 (Časnici)          | 陸軍中佐 (Rikugun Chūsa) Potpukovnik                        |                                                         |                  |
| 士官 (Časnici)          | 陸軍少佐 (Rikugun Shōsa) Bojnik                             |                                                         |                  |
| 士官 (Časnici)          | 陸軍大尉 (Rikugun Tai-i) Satnik                             |                                                         |                  |
| 士官 (Časnici)          | 陸軍中尉 (Rikugun Chūi) Poručnik                            |                                                         |                  |
| 士官 (Časnici)          | 陸軍少尉 (Rikugun Shōi) Potporučnik                         |                                                         |                  |
| (Viši dočasnici) 准士官 | 准尉 (Jun-i) Časnički namjesnik                             |                                                         |                  |
| 下士官 (Niži dočasnici) | 曹長 (Sōchō) Stožerni narednik                              |                                                         |                  |
| 下士官 (Niži dočasnici) | 軍曹 (Gunsō) Vodnik                                         |                                                         |                  |
| 下士官 (Niži dočasnici) | 伍長 (Gochō) Desetnik                                       |                                                         |                  |
| 兵 (Vojnici)            | 兵長 (Heichō) Razvodnik                                     |                                                         |                  |
| 兵 (Vojnici)            | 上等兵 (Jōtōhei) Viši vojnik                                |                                                         |                  |
| 兵 (Vojnici)            | 一等兵 (Ittōhei) Vojnik 1. klase                            |                                                         |                  |
| 兵 (Vojnici)            | 二等兵 (Nitōhei) Vojnik                                     |                                                         |                  |
| 兵 (Vojnici)            | Novak                                                       | Nedostupna slika                                        | Nedostupna slika |

## Vanjske poveznice
- Svjetska obilježja činova  Arhivirana inačica izvorne stranice od 29. rujna 2007. (Wayback Machine)
- Činovi japanske vojske
- Odore Japanske carske vojske  Arhivirana inačica izvorne stranice od 19. svibnja 2011. (Wayback Machine)